# Karl Rüther
Karl Rüther (* 27. August 1885 in Varel; † vor 1957) war ein deutscher Jurist, Landgerichtspräsident, Vorsitzender Richter am Oberverwaltungsgericht, Vorsitzender der NS-Sondergerichte in Bremen und Hamburg und Senatspräsident beim Kammergericht Berlin.

## Leben
Rüther stammte aus einer Kaufmannsfamilie studierte Rechtswissenschaften. 1907 bestand er sein Referendarexamen und 1912 die zweite Staatsprüfung. Nach dreijährigem Assessordienst nahm er 1915 am Ersten Weltkrieg teil. Zuletzt amtierte er dabei als Friedensrichter bei der Militärverwaltung in Litauen.

### In Hamburg (1915 bis 1936)
Er war ab 1915 Landrichter und Leiter einer Kammer für Handelssachen am Landgericht Hamburg. 1916 war Rüther der Deutschen Vaterlandspartei beigetreten und gehörte ihr bis zu deren Auflösung 1918 an. Zum 1. November 1932 trat er der NSDAP bei (Mitgliedsnummer 1.372.153). Er amtierte als Beisitzers am Gaugericht Weser-Ems und war ab Juni 1933 auch förderndes Mitglied der SS. Da er als einer der wenigen schon vor der Machtergreifung aktiven Nationalsozialisten in der Hamburger Richterschaft galt, machte er ab 1933 schnell Karriere. Im Mai 1933 wurde er zunächst Oberregierungsrat bei der Landesjustiz, wo er Referent für das höhere Personal war. Drei Monate später wurde Rüther Landgerichtsdirektor sowie später Mitglied des Erbhofgerichts in Oldenburg und der Dienststrafkammer beim Hanseatischen Oberlandesgericht, Vorsitzender des Bremer Oberverwaltungsgerichts und des Ehrengerichts für den Treuhänderbezirk Nordmark sowie leitender Richter des Hamburger Sondergerichts. Er wurde am 13. Dezember 1933 zum Vorsitzenden der neugeschaffenen Hilfskammer b (Kammer III) berufen. Nach Abwicklung der Verfahren, die sich mit der Tätigkeit der KPD vor 1933 befasst hatten, bestand das Sondergericht vom 19. November 1934 an nur noch aus einer Kammer unter dem Vorsitz von Landgerichtsdirektor Dr. Rüther mit den Richtern Dr. Harry Lange und Dr. Colpe als Beisitzern. 1936 wurde auch in Hamburg wieder eine zweite Kammer als ständige Einrichtung geschaffen, als die Verfolgungen z. B. auf Bibelforscher ausgedehnt wurden und die wachsende Zahl der Anklagen von einer Kammer nicht mehr bewältigt werden konnte.

### In Bremen (1936 bis 1942)
1936 wurde Rüther vom Reichsjustizministerium zum Präsidenten des Landgerichts Bremen ernannt. Dort tat er sich Nationalsozialist hervor, machte aber auch mit seiner geringen Arbeitsmoral von sich reden. Von den Bremer Richtern wurde er zudem als aufdiktierter Präsident wahrgenommen. In einem Rundschreiben vom 18. Dezember 1937 an „sämtliche Beamten, Angestellten und Arbeiter“ beim Landgericht Bremen befragte Rüther die Beschäftigten, ob sie Mitglied der NSDAP seien, was von Mitarbeitern in gehobenen Positionen vor allem der Justiz und der Polizei als fast selbstverständlich erwartet wurde.
Am 15. März 1940 richtete man beim Landgericht Bremen ein Sondergericht ein, unter dem nominellen Vorsitz von Landgerichtspräsident Karl Rüther, mit Landgerichtsdirektor Emil Warneken als seinem ständigen Vertreter. „In diesem Zeitraum sprach das Sondergericht Bremen in 562 Fällen ein Urteil gegen 918 Personen. Darunter waren 49 Todesurteile, von denen 42 vollstreckt wurden. Bekanntes Beispiel für die Terrorjustiz des Sondergerichts Bremen ist das 1942 gegen den siebzehnjährigen polnischen Zwangsarbeiter Walerjan Wróbel ergangene Todesurteil“.

### Beim Kammergericht Berlin
Rüther wurde mit Wirkung vom 1. Oktober 1942 als Senatspräsident beim Kammergericht Berlin berufen,  das als »Außenstelle des Volksgerichtshofs« (Roland Freisler) eine Vielzahl von Urteilen gegen politische Gegner und Regimekritiker fällte. 1943 verschärfte sich die Repressionspraxis weiter. Mindestens 69 Todesurteile des Kammergerichts gegen Widerstandskämpfer und Zwangsarbeiter wurden zwischen 1943 und 1945 gefällt. 1944 verliert sich Rüthers Spur in den Akten.

### Familie
Rüther war verheiratet mit Trude Bartel. Das Paar hatte 2 Kinder, Hildburg und Horstmar. Der Sohn fiel 21-jährig 1942 „im Kampf für Führer, Volk und Vaterland“.